# Blepharella aurifrons
Blepharella aurifrons är en tvåvingeart som först beskrevs av Villeneuve 1916.  Blepharella aurifrons ingår i släktet Blepharella och familjen parasitflugor. Inga underarter finns listade i Catalogue of Life.